# 15841 Yamaguchi
15841 Yamaguchi è un asteroide della fascia principale. Scoperto nel 1995, presenta un'orbita caratterizzata da un semiasse maggiore pari a 3,1360816 UA e da un'eccentricità di 0,3263995, inclinata di 20,31897° rispetto all'eclittica.